# Escándalo de Reficar de 2016
El escándalo de Reficar de 2016, relacionado con la construcción de la Refinería de Cartagena en 2007, es posiblemente el peor caso de corrupción de la historia de Colombia. Generó perdidas por corrupción por más de $8.000 millones de dólares, convirtiéndolo en un escándalo de corrupción peor que otros como el Carrusel de la contratación y Agro Ingreso Seguro. El detrimento patrimonial equivalente fue de un 5% del presupuesto nacional del país en 2016, que se terminaría de pagar en el año 2046, según datos de la entidad fiscalizadora.
El caso de corrupción en Reficar, la Refinería de Cartagena en Colombia, salió a la luz principalmente a través de periodistas de investigación.
La polémica estalló luego de una denuncia en enero de 2016 y luego de la publicación de un reporte de la Contraloría General de la República de Colombia, el cual detalla la extensión del detrimento. Se estima que en este escándalo están involucrados funcionarios del gobierno de Álvaro Uribe y de Juan Manuel Santos, así como la constructora suiza Glencore y la estadounidense CB&I (Chicago Bridge & Iron Company). Reficar es una subsidiaria de Ecopetrol.

## Involucrados
El proyecto Reficar fue entregado a Glencore por parte del gobierno del entonces presidente Álvaro Uribe Vélez de una manera arbitraria al parecer por dádivas, a pesar de que la empresa nunca había construido una refinería. Glencore fracasaría en la construcción de la refinería en 2009, y el gobierno nacional decide recibir el proyecto y asignarlo a los estadounidenses CB&I. Aunque el objetivo de involucrar a CB&I era recuperar recursos y tiempo perdido por Glencore, se descubrieron milllonarios sobrecostos injustificados por parte de CB&I.
Así mismo, existía un carrusel de proveedores privados, incluidos nueve proveedores recomendados por CB&I. Estos proveedores privados recibieron adiciones presupuestales injustificadas de más del 69% de los valores iniciales contratados, resultando en detrimento patrimonial de más de $820.000 millones de pesos. Por sí misma, la porción del escándalo asociada a los proveedores privados se acerca al valor del detrimento monumental del Carrusel de la Contratación de aproximadamente $1 billón de pesos
El contralor Edgardo Maya reporta que las adiciones presupuestales irregulares “del 100%, del 200%, del 300%, del 500%, del 1.000%, del 2.000% más del valor inicial del contrato. En el sector público, un contrato no se puede adicionar por más del 50% de su valor inicial”. En 2019, se conoció que más de $450.000 millones (unos $150 millones de dólares) fueron destinados por exdirectivos de Reficar a alcohol y fiestas con mujeres.
Entre algunos de los implicados y acusados por la Fiscalía, se encuentran:
- Orlando José Cabrales Martínez, expresidente de Reficar, por los delitos de interés indebido en la celebración de contratos, bajo la modalidad de coautor.
- Pedro Alfonso Rosales Navarro, exvicepresidente y asesor jurídico, por el cargo de interés indebido en la celebración de contratos, también en la modalidad de coautor.
- Reyes Reinoso Yánez, expresidente de Reficar, por los delitos de  peculado por apropiación, enriquecimiento ilícito en favor de terceros y falsedad en documento público.
- Carlos Alberto Lloreda Silva, exrevisor fiscal de Reficar, quien está siendo procesado por los delitos de falsedad ideológica en documento público, peculado por apropiación en favor de terceros, bajo la modalidad de cómplice.
- Philip Asherman, por interés indebido en la celebración de contratos
- Masoud Deidehban, por peculado por apropiación en favor de terceros, enriquecimiento ilícito en particulares en favor de terceros e interés indebido en la celebración de contratos.

## Consecuencias
Aunque la Contraloría sacó a la luz pública el escándalo, un año atrás, la Procuraduría General de la Nación había iniciado investigaciones disciplinarias contra 12 directivos y exdirectivos de Reficar, por su presunta responsabilidad en el detrimento patrimonial; de los cuales, a 9 ya les abrió investigación formal en junio de 2017 por sobrecostos en el orden de los $8.000 millones de pesos (cerca de $2.8 millones de dólares). Por su parte, la Fiscalía General de la Nación inició en enero la investigación penal sobre el desfalco, realizando pesquisas a los archivos de Reficar y de los contratistas de la obra, así como copia de la investigación hecha por la Contraloría, buscando comprobar si hubo un posible peculado por apropiación; en diciembre comunicó que quedaban exentos de responsabilidades penales los entonces Ministro de Hacienda, Mauricio Cárdenas, y Presidente de Ecopetrol, Juan Carlos Echeverry.
A finales de abril de 2017, el fiscal general, Néstor Humberto Martínez, anunció la imputación de cargos contra 8 altos ejecutivos de Reficar: 2 expresidentes, 1 vicepresidente jurídico, 1 revisor fiscal y 6 representantes de los contratistas (Downstream Ecopetrol 2008, Grupo Legal Reficar y CB&I); todos ellos por los delitos de interés indebido en la celebración de contratos, peculado por apropiación, enriquecimiento ilícito y falsedad en documentos. Según Martínez, el costo del peculado esta en el orden de $610.000 millones de pesos (casi $207 millones de dólares a la fecha), cifra que difiere de la presentada por la Contraloría. Así mismo, Martínez anunció el llamado a indagatoria de 8 personas más, entre ellos 2 expresidentes de Ecopetrol, y 13 a declaración jurada, búscando más responsables.